# ماسون ويب
ماسون ويب (بالإنجليزية: Mason Webb)‏ (6 مايو 1986 ببيلينغام في الولايات المتحدة - ) هو لاعب كرة قدم أمريكي في مركز الوسط. لعب مع Vancouver Whitecaps FC Residency ‏ وفانكوفر وايتكابس (نادي كرة قدم) وSurrey United SC ‏.

## وصلات خارجية
- ماسون ويب على موقع قاعدة بيانات كرة القدم.إي يو (الإنجليزية)